# Parti populaire pour la liberté et la démocratie
Le Parti populaire pour la liberté et la démocratie (en néerlandais : Volkspartij voor Vrijheid en Democratie, abrégé en VVD) est un parti politique néerlandais de centre droit, d'orientation libérale-conservatrice. Dirigé par Dilan Yeşilgöz-Zegerius depuis 2023, il domine la vie politique aux Pays-Bas depuis plus d'une décennie. En effet, il est le premier parti aux États généraux avec 34 mandats de représentants et 10 mandats de sénateurs.
Fondé en 1948, le parti participe à de nombreux gouvernements durant la seconde moitié du XXe siècle. Il remporte les élections législatives de juin 2010 de justesse devant le Parti travailliste (PvdA), mettant un terme à huit ans de gouvernance sous la supervision de l'Appel chrétien-démocrate (CDA) de Jan Peter Balkenende. Il s'agit là de la première victoire de l'histoire du VVD lors d'un scrutin législatif, permettant à Mark Rutte de devenir Premier ministre des Pays-Bas. Elle est suivie de nouvelles victoires en 2012, 2017 et 2021.
Les libéraux-démocrates sont de nos jours principalement concurrencés sur leur droite, notamment par le Parti pour la liberté (PVV) d'extrême droite, puis par le Forum pour la démocratie (FvD) de droite radicale, avant l'émergence du Mouvement agriculteur–citoyen (BBB), d'orientation agraire, aux élections provinciales de 2023.

## Histoire

Logotype jusqu'en 2020.

Le Parti populaire pour la liberté et la démocratie est fondé à Amsterdam le 24 janvier 1948, lors de la fusion d'une branche dissidente et libérale du Parti travailliste menée par Pieter Oud (en) avec le Parti de la liberté.
En 1969, Haya van Someren devient la première femme présidente du parti.

## Idéologie
Le parti est plutôt conservateur dans le domaine social et libéral dans le domaine économique. Cependant, le parti a des positions libérales sur certains sujets sociétaux tels l'euthanasie, le mariage homosexuel et l'avortement.
Le parti prône un certain interventionnisme militaire dans le cadre des institutions internationales telles l'ONU ou l'OTAN dans une optique de maintien de la paix,. Il est plutôt favorable à des frontières fortes tout en souhaitant une Union européenne ouverte, à vocation seulement économique et écologique, mais non fédérale.
Sur l'économie, le VVD pense qu'une taxation allégée pour les grandes entreprises serait favorable aux Pays-Bas dans une optique de compétitivité. De manière générale, le parti souhaite limiter l'interventionnisme de l'État dans le domaine économique en procédant à des coupes budgétaires. 
Sur l'écologie, le parti combat le réchauffement climatique mais garde des objectifs assez modérés.
Le parti soutient également que la meilleure forme d'État pour les Pays-Bas est la monarchie constitutionnelle. Le roi des Pays-Bas n'est plus impliqué dans le processus de décision politique et a essentiellement un rôle représentatif et est un symbole d'unité nationale. 

## Résultats électoraux

### Seconde Chambre

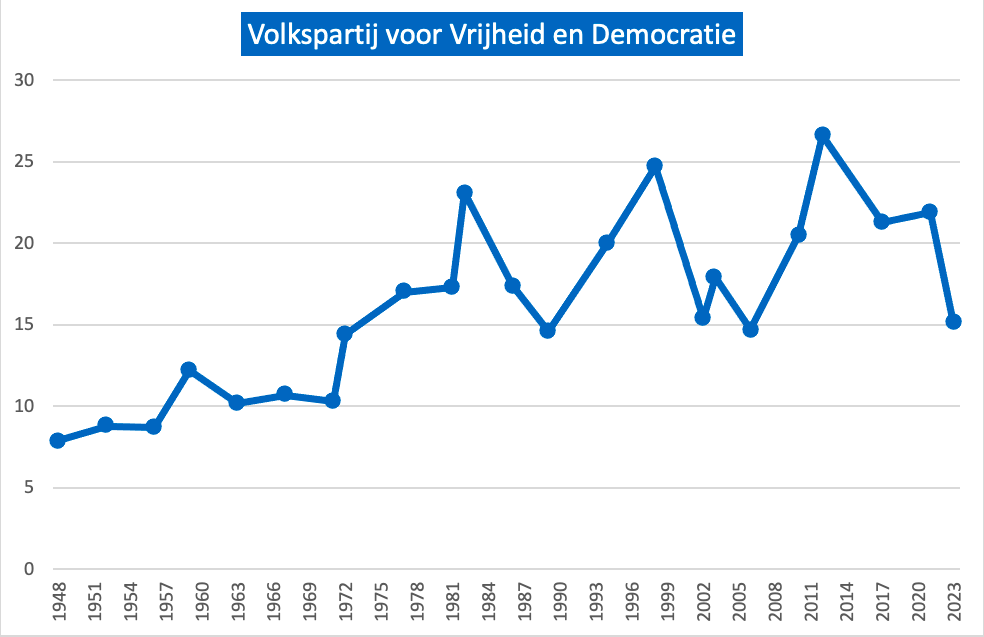
Evolution des résultats électoraux du VVD à la Seconde Chambre.

| Année | Chef de file            | Voix      | %    | Rang | Sièges   | Gouvernement                |
| ----- | ----------------------- | --------- | ---- | ---- | -------- | --------------------------- |
| 1948  | Pieter Oud              | 391 908   | 7,9  | 5e   | 8 / 100  | Drees/Van Schaik et Drees I |
| 1952  | Pieter Oud              | 470 820   | 8,8  | 5e   | 9 / 100  | Opposition                  |
| 1956  | Pieter Oud              | 502 325   | 8,7  | 4e   | 13 / 150 | Opposition                  |
| 1959  | Pieter Oud              | 732 658   | 12,2 | 3e   | 19 / 150 | De Quay                     |
| 1963  | Edzo Toxopeus           | 643 839   | 10,2 | 3e   | 16 / 150 | Marijnen et opposition      |
| 1967  | Edzo Toxopeus           | 738 202   | 10,7 | 3e   | 17 / 150 | De Jong                     |
| 1971  | Willem Geertsma         | 653 092   | 10,3 | 3e   | 16 / 150 | Biesheuvel I et II          |
| 1972  | Hans Wiegel             | 1 068 375 | 14,4 | 3e   | 22 / 150 | Opposition                  |
| 1977  | Hans Wiegel             | 1 492 689 | 17,0 | 3e   | 28 / 150 | Van Agt I                   |
| 1981  | Hans Wiegel             | 1 504 293 | 17,3 | 3e   | 26 / 150 | Opposition                  |
| 1982  | Ed Nijpels              | 1 897 986 | 23,1 | 3e   | 36 / 150 | Lubbers I                   |
| 1986  | Ed Nijpels              | 1 595 377 | 17,4 | 3e   | 27 / 150 | Lubbers II                  |
| 1989  | Joris Voorhoeve         | 1 295 402 | 14,6 | 3e   | 22 / 150 | Opposition                  |
| 1994  | Frits Bolkestein        | 1 792 401 | 20,0 | 3e   | 31 / 150 | Kok I                       |
| 1998  | Frits Bolkestein        | 2 124 971 | 24,7 | 2e   | 38 / 150 | Kok II                      |
| 2002  | Hans Dijkstal           | 1 466 722 | 15,4 | 3e   | 24 / 150 | Balkenende I                |
| 2003  | Gerrit Zalm             | 1 728 707 | 17,9 | 3e   | 28 / 150 | Balkenende II et III        |
| 2006  | Mark Rutte              | 1 443 312 | 14,7 | 4e   | 22 / 150 | Opposition                  |
| 2010  | Mark Rutte              | 1 929 575 | 20,5 | 1er  | 31 / 150 | Rutte I                     |
| 2012  | Mark Rutte              | 2 504 948 | 26,6 | 1er  | 41 / 150 | Rutte II                    |
| 2017  | Mark Rutte              | 2 238 351 | 21,3 | 1er  | 33 / 150 | Rutte III                   |
| 2021  | Mark Rutte              | 2 279 130 | 21,9 | 1er  | 34 / 150 | Rutte IV                    |
| 2023  | Dilan Yeşilgöz-Zegerius | 1 589 518 | 15,2 | 3e   | 24 / 150 | Schoof                      |

### Parlement européen
| Année | Voix   | Mandats | Rang | Groupe |
| ----- | ------ | ------- | ---- | ------ |
| 1979  | 16,1 % | 4 / 25  | 3e   | LD     |
| 1984  | 18.9 % | 4 / 25  | 3e   | LD     |
| 1989  | 13,6 % | 3 / 25  | 3e   | LDR    |
| 1994  | 17,9 % | 6 / 31  | 3e   | ELDR   |
| 1999  | 16,7 % | 6 / 31  | 3e   | ELDR   |
| 2004  | 13,2 % | 4 / 27  | 3e   | ADLE   |
| 2009  | 11,4 % | 3 / 25  | 4e   | ADLE   |
| 2014  | 12,0 % | 3 / 26  | 4e   | ADLE   |
| 2019  | 14,6 % | 5 / 29  | 2e   | RE     |
| 2024  | 11,3%  | 4 / 31  | 3e   | RE     |